# Kazachstania slooffiae
Kazachstania slooffiae är en svampart som beskrevs av Kurtzman & Robnett 2005. Kazachstania slooffiae ingår i släktet Kazachstania och familjen Saccharomycetaceae.   Inga underarter finns listade i Catalogue of Life.